# MKBT Tájékoztató

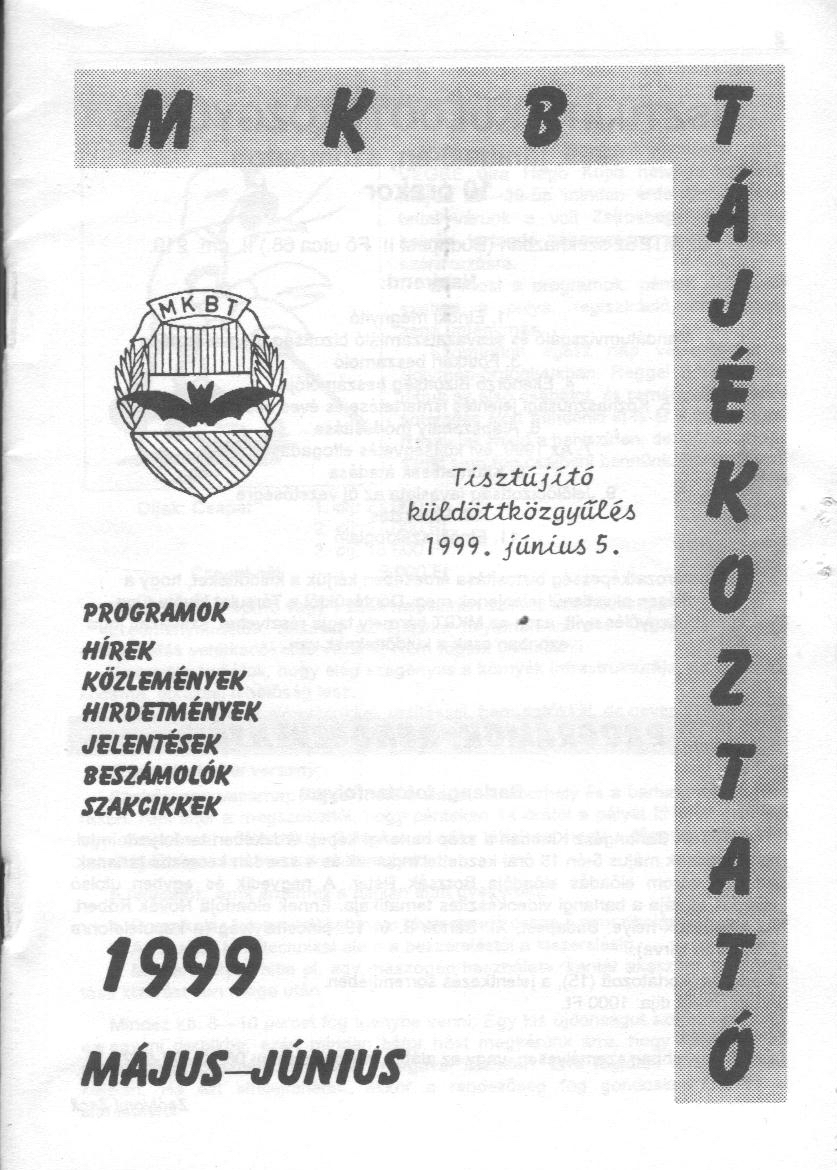
Az MKBT Tájékoztató 1999. május–júniusi számának címoldala

Az MKBT Tájékoztató a Magyar Karszt- és Barlangkutató Társulat egyik jelenleg is kiadott kiadványa. 1998-ban jött létre.

## Leírása
Az MKBT Tájékoztató (korábban MKBT Műsorfüzet, előtte MKBT Meghívó, azelőtt Karszt- és Barlangkutatási Tájékoztató) a Magyar Karszt- és Barlangkutató Társulat A/5 formátumú kiadványa, amely minden páratlan hónap elején jelenik meg. A társulat tagjai az éves tagdíj fejében ingyen kapják kézhez. Tartalmazza a társulat és társszervezetek, a szakhatóságok hivatalos közleményeit, nekrológokat, rövid beszámolókat és híreket kutatási, bejárási eredményekről, rendezvényekről, hirdetményeket, hirdetéseket és a barlangkutatáshoz kapcsolódó egyéb kiadványok ismertetését, valamint szakcikkeket is. 2006 szeptemberétől a tagság elektronikus formában is igényelheti. A régebbi számok a barlang.hu oldalon és a Magyar Elektronikus Könyvtár Elektronikus Periodika Archívum és Adatbázisában is olvashatók.

## Adatok
Az első MKBT Tájékoztató megjelenéstől, 1998-tól napjainkig, a 2018. március–áprilisi füzettel együtt 122 szám látott napvilágot.
Szerkesztői
Az 1998. évi január–februári számtól az 1998. évi május–júniusi számig Fleck Nóra és Kósa Attila. Az 1998. évi július–augusztusi számtól Fleck Nóra. A 2003. évi július–augusztusi és a 2004. évi január–februári számoknak Fleck Nóra és Hazslinszky Tamás. A 2017. évi március–áprilisi számnak Kosztra Barbara.
Felelős kiadói:
Az 1998. évi január–februári számtól az 1999. évi május–júniusi számig Hevesi Attila. Az 1999. évi július–augusztusi számtól a 2004. évi március–áprilisi számig Börcsök Péter. A 2004. évi május–júniusi számtól Leél-Őssy Szabolcs.

## Füzetei
- 1998. január–február
- 1998. március–április
- 1998. május–június
- 1998. július–augusztus
- 1998. szeptember–október
- 1998. november–december
- 1999. január–február
- 1999. március–április
- 1999. május–június
- 1999. július–augusztus
- 1999. szeptember–október
- 1999. november–december
- 2000. január–február
- 2000. március–április
- 2000. május–június
- 2000. július–augusztus
- 2000. szeptember–október
- 2000. november–december
- 2001. január–február
- 2001. március–április
- 2001. május–június
- 2001. július–augusztus
- 2001. szeptember–október
- 2001. november–december
- 2002. január–február
- 2002. március–április
- 2002. május–június
- 2002. július–augusztus
- 2002. szeptember–október
- 2002. november–december
- 2003. január–február
- 2003. március–április
- 2003. május–június
- 2003. július–augusztus
- 2003. szeptember–október
- 2003. november–december
- 2004. január–február
- 2004. március–április
- 2004. május–június
- 2004. július–augusztus
- 2004. szeptember–október
- 2004. november–december
- 2005. január–február
- 2005. március–április
- 2005. május–június
- 2005. július–augusztus
- 2005. szeptember–október
- 2005. november–december
- 2006. január–február
- 2006. március–április
- 2006. május–június
- 2006. július–augusztus
- 2006. szeptember–október
- 2006. november–december
- 2007. január–február
- 2007. március–április
- 2007. május–június
- 2007. július–augusztus
- 2007. szeptember–október
- 2007. november–december
- 2008. január–február
- 2008. március–április
- 2008. május–június
- 2008. július–augusztus
- 2008. szeptember–október
- 2008. november–december
- 2009. január–február
- 2009. március–április
- 2009. május–június
- 2009. július–augusztus
- 2009. szeptember–október
- 2009. november–december
- 2010. január–február
- 2010. március–április
- 2010. május–június
- 2010. július–augusztus
- 2010. szeptember–október
- 2010. november–december
- 2011. január–február
- 2011. március–április
- 2011. május–június
- 2011. július–augusztus
- 2011. szeptember–október
- 2011. november–december
- 2012. január–február
- 2012. március–április
- 2012. május–június
- 2012. július–augusztus
- 2012. szeptember–október
- 2012. november–december
- 2013. január–február
- 2013. március–április
- 2013. május–június
- 2013. július–augusztus
- 2013. szeptember–október
- 2013. november–december
- 2014. január–február
- 2014. március–április
- 2014. május–június
- 2014. július–augusztus
- 2014. szeptember–október
- 2014. november–december
- 2015. január–február
- 2015. március–április
- 2015. május–június
- 2015. július–augusztus
- 2015. szeptember–október
- 2015. november–december
- 2016. január–február
- 2016. március–április
- 2016. május–június
- 2016. július–augusztus
- 2016. szeptember–október
- 2016. november–december
- 2017. január–február
- 2017. március–április
- 2017. május–június
- 2017. július–augusztus
- 2017. szeptember–október
- 2017. november–december
- 2018. január–február
- 2018. március–április

## Külső hivatkozások
- A Magyar Karszt- és Barlangkutató Társulat honlapja
- Magyar Elektronikus Könyvtár Elektronikus Periodika Archívum